# Épissure (marine)
Ne doit pas être confondu avec Épissage.
Pour les articles homonymes, voir Épissure.

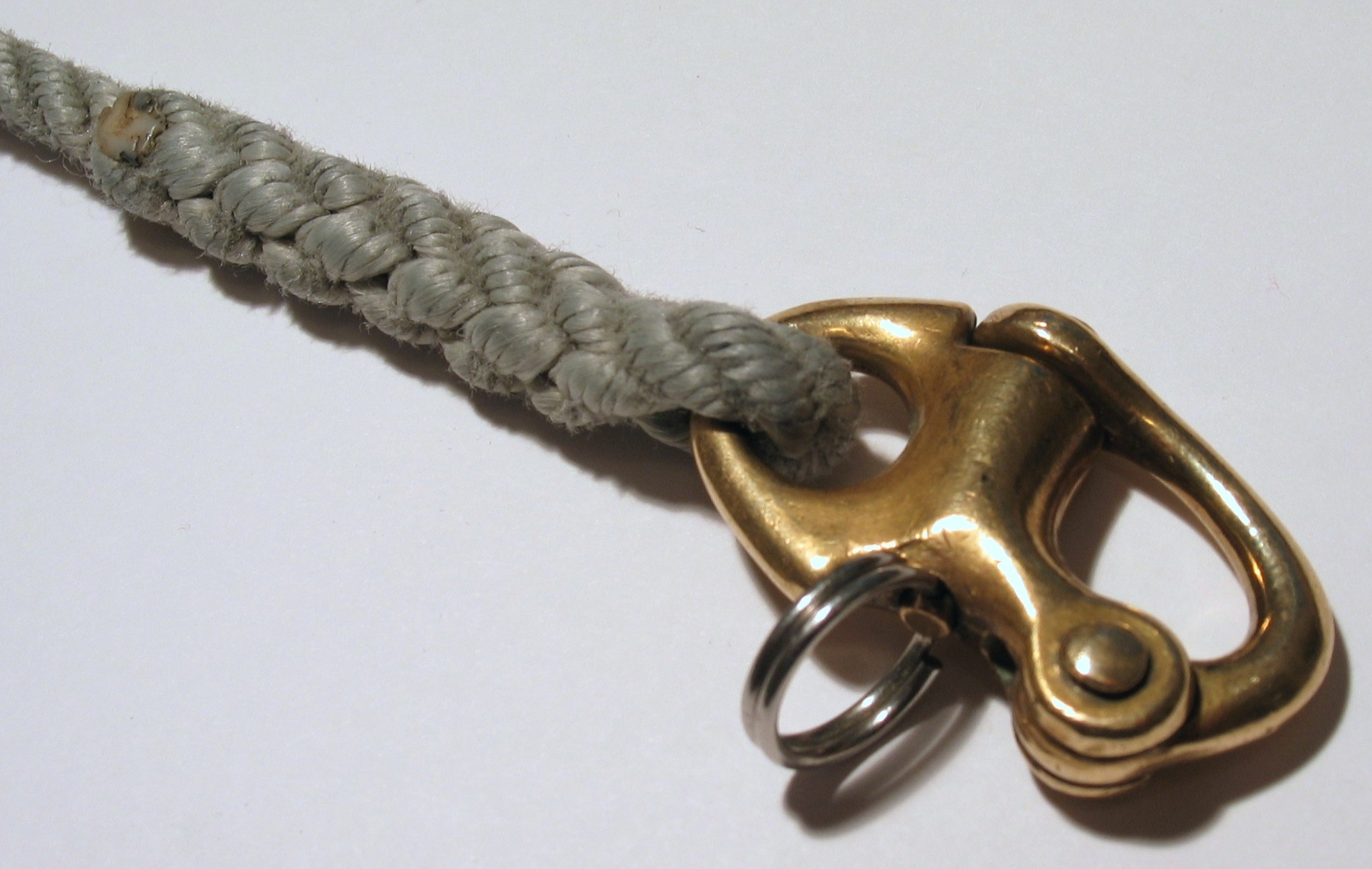
Épissure formant un œil.

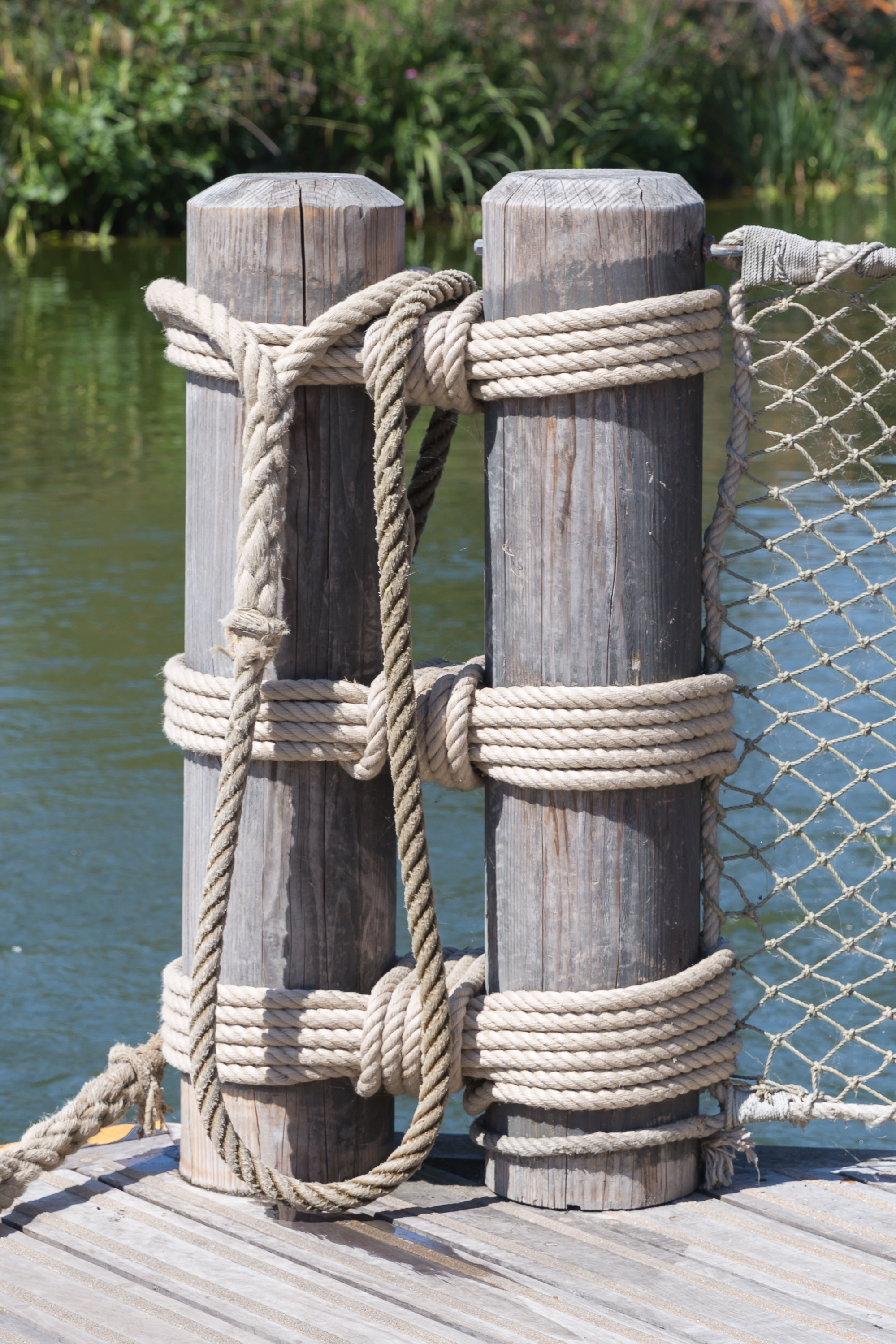
Une épissure sur le ponton de l'attraction Molly Brown Riverboat à Disneyland Paris.

Une épissure (splice en anglais) est un terme maritime pour désigner un assemblage de deux cordes ou deux câbles mis bout à bout par l’entrelacement de leurs torons.

## Étymologie
Le mot vient du néerlandais splitsen, "attacher deux cordages par entrelacement" ; il a été intégré en 1677.

## Matelotage
L’épissure est un travail de matelotage permettant diverses opérations :
- repiquer un cordage sur lui-même pour faire un œil à une extrémité (aussière) ;
- faire ajut (jonction) sur lui-même pour faire une élingue de longueur plus adaptée ;
- faire ajut (jonction) sur une autre portion de cordage de même diamètre pour supprimer par exemple une partie usée ;
- réaliser un about tressé d'un cordage afin de l'empêcher de se décommettre ;
- réparer un cordage endommagé.

L'épissoir est l'outil lisse et pointu utilisé dans cette tâche.
On peut épisser les cordages naturels et synthétiques, mais aussi les filins d'acier.
L'épissure est un travail qui peut aller de assez simple pour un cordage à trois torons en plastique à très difficile sur des câbles d'acier de gros diamètre[réf. souhaitée].
Il est conseillé avant de décommettre les torons d'effectuer des surliures afin de rendre la tâche plus aisée.
Il existe plusieurs types d'épissures parmi lesquelles on peut citer le nœud de cul-de-porc et la tête de more, qui sont des épissures d'extrémité de cordage.
Bien que l'épissure soit toujours pratiquée, on lui préfère, pour des raisons pratiques sur les filins d'acier, un manchon mis en place à la presse hydraulique à terre.